# Кушнаренко Наталя Миколаївна
Кушнаренко Наталя Миколаївна (нар. 21 жовтня 1950, Інгулець Дніпропетровська область — пом. 9 січня 2025, Харків) — українська науковиця в галузі документознавства, бібліотечного краєзнавства, бібліотечно-інформаційної діяльності. Доктор педагогічних наук рф (1994), доктор педагогічних наук України (1998), професор, заслужений працівник культури України (1999). Вся професійна діяльність пов'язана з Харківською державною академією культури (ХДАК).

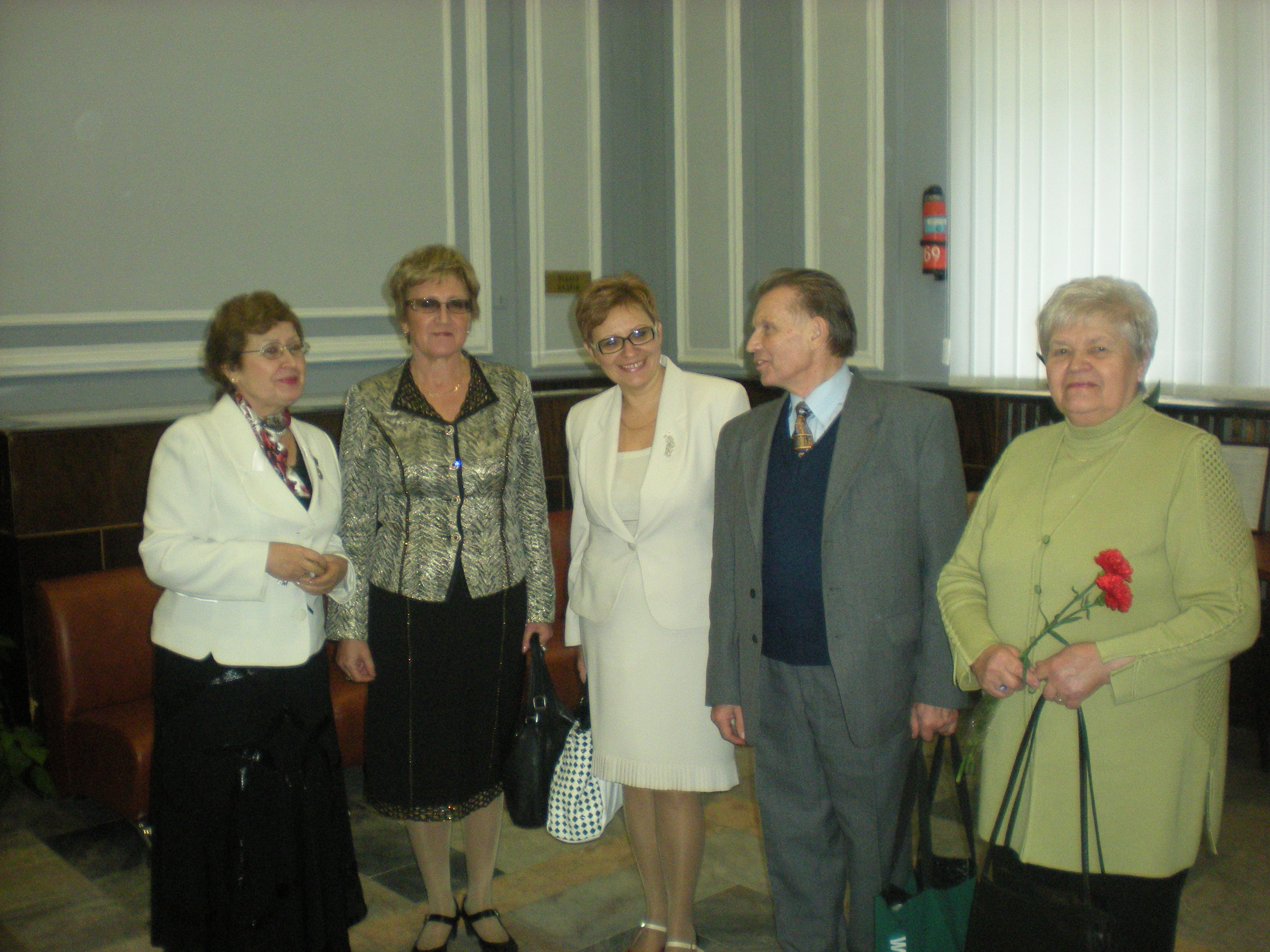
Ювілей 125-річчя ХДНБ ім. В. Г. Короленка. Ракитянська В. Д., Кушнаренко Н. М., Соляник А. А., Столяров Ю. М., Березюк Н. М.

## Біографія
Наталя Миколаївна Кушнаренко народилась 21 жовтня 1950 року у місті Інгулець Дніпропетровської області у сім'ї гірника. У 1968 році закінчила місцеву середню школу. У 1972 році отримала вищу освіту на бібліотечному факультеті Харківського державного інституту культури за спеціальністю «Бібліотекознавство і бібліографія». У 1972—1975 роках обіймала посаду викладача кафедри бібліотечних фондів і каталогів Харківського державного інституту культури (ХДІК). У 1979 році закінчила аспірантуру Московського державного інституту культури. 26 грудня 1979 року захистила кандидатську дисертацію «Координація комплектування бібліотечних фондів в умовах централізації мережі державних масових бібліотек» під науковим керівництвом доктора педагогічних наук, професора Ю. М. Столярова. 9 липня 1980 року присуджено науковий ступінь кандидата педагогічних наук.
У 1980—1983 роках обіймала посаду старшого викладача кафедри бібліотечних фондів і каталогів ХДІК. У 1983 році стажувалася в Державній публічній бібліотеці ім. М. Є. Салтикова-Щедріна, у Харківській державній науковій бібліотеці ім. В. Г. Короленка. У грудні 1984 року обрано на посаду доцента кафедри бібліотечних фондів і каталогів Харківського державного інституту культури. У 1984—1987 роках керувала Студентським науково-творчим товариством ХДІК. У 1984—1989 обрана членкинею експертної комісії Державної бібліотеки СРСР ім. В. І. Леніна з оцінки вітчизняних і світових досягнень у галузі бібліотечної справи. Вчене звання доцента присвоєно у 1986 році. У 1987—1989 займала посаду завідувачки кафедри бібліотечних фондів і каталогів ХДІК. У 1989—1993 роках навчалася в докторантурі Московського державного інституту культури за спеціальністю «Книгознавство, бібліотекознавство, бібліографознавство» та захистила докторську дисертацію «Бібліотечне краєзнавство: теоретико-методологічний аспект» (1993). У 1994—2002 роках обіймала посаду декану факультету бібліотекознавства та інформатики Харківської державної академії культури.
1994 року за рішенням Вищої Атестаційної Комісії Російської Федерації присуджено науковий ступінь доктора педагогічних наук, була обрана на посаду завідувачки кафедри бібліотечних фондів і каталогів ХДІК та членкинею Міжнародної академії інформатизації при ООН. У1994–2002 роках обіймала посаду декана факультету бібліотекознавства та інформатики Харківської державної академії культури.
У 1995 році Наталя Миколаївна очолила першу в Україні кафедру документознавства. У 1996—2002 роках була членкинею Фахової ради з культури і мистецтв Міністерства освіти і науки України. У 1996 році присвоєно вчене звання професора. З 1997 року займала посаду завідувачки кафедри книгознавства та фондознавства. У 1998 році Вищою Атестаційною Комісією України присуджено науковий ступінь доктора педагогічних наук зі спеціальності «Книгознавство, бібліотекознавство, бібліографознавство». У 1999—2003 роках була членкинею Науково-методичної комісії Міністерства освіти і науки України та головою спеціалізованої вченої ради К 64.807.02 в Харківській державній академії культури на здобуття наукового ступеня кандидата педагогічних наук зі спеціальності 07.00.08 — книгознавство, бібліотекознавство, бібліографознавство.
З 21 вересня по 16 жовтня 2000 року перебувала на стажуванні в Сполучених Штатах Америки (Бюро в справах освіти і культури Держдепартаменту США) за програмою професійного обміну «Бібліотекознавство та відкритий доступ до інформації США». З 2001 року Наталя Миколаївна є експерткою Міністерства освіти і науки з ліцензування та акредитації закладів вищої освіти. У 2002—2004 роках була у складі спеціалізованої вченої ради по захисту докторських дисертацій Д 09.03.03 у Білоруському університеті культури і мистецтв.
У 2006—2007 ― одна з організаторів та розробників нових наукових галузей «Соціальні комунікації» та «Культурологія», засновник та лідер наукової школи з проблем документології і бібліотечного краєзнавства в Україні. З 2006 року — член Експертної ради з культури, мистецтва і туризму Державної акредитаційної комісії України. Проректор з науково-педагогічної та виховної роботи (2002—2006), проректор з наукової роботи з 2006 по 2020 роки. Нині — професор кафедри цифрових комунікацій та інформаційних технологій.
У 1999—2010 роках була головою спеціалізованої вченої ради Д 64.807.02 в Харківській державній академії культури з правом проведення захистів дисертацій на здобуття наукового ступеня доктора (кандидата) наук з соціальних комунікацій за спеціальностями: 27.00.01 — Теорія та історія соціальних комунікацій; 27.00.03 — Книгознавство, бібліотекознавство, бібліографознавство.
В різні роки Н. М. Кушнаренко — заступник відповідального редактора наукової збірки «Вісник Харківської державної академії культури», член редколегії наукових журналів «Бібліотекознавство. Документознавство. Інформологія», «Бібліотечна планета», «Вісник Книжкової палати», «Вища школа», «Бібліотечна наука, освіта, професія в демократичній Україні» (Київ), «Нові технології навчання». Вона є організаторкою понад 40 науково-практичних конференцій міжнародного, всеукраїнського і регіонального рівнів.
Наталя Миколаївна долучилася до відкриття у ХДАК аспірантури з 9 і докторантури з 5 спеціальностей. Під керівництвом науковиці захищено 13 дисертаційних досліджень: 3 докторських та 10 кандидатських.
Пішла з життя 9 січня 2025 року у Харкові.

## Науковий доробок
Н. М. Кушнаренко є авторкою понад 400 публікацій, наукових і навчально-методичних праць. Серед яких 11 підручників і навчальних посібників, що неодноразово перевидавались, 6 монографій, понад 300 статей, рецензій, навчально-методичних матеріалів, тез доповідей.
- Васильченко М. П. Бібліотечні фонди: навч. посіб. / М. П. Васильченко, Н. М. Кушнаренко, В. А. Мільман. — Харків: Основа, 1993. — 150 с.
- Кушнаренко Н. М. Історія бібліотечного краєзнавства в Україні: навч. посіб. для студ. вузів та училищ культури / Н. М. Кушнаренко ; М-во культури України, Харків. держ. ін-т культури. — Харків: ХДІК, 1993. — 112 с.
- Кушнаренко Н. М. Наукова обробка документів: підручник / Н. М. Кушнаренко, В. К. Удалова. — Київ: Вікар, 2003. — 328 с. — (Вища освіта XXI століття).
- Кушнаренко Н. М. Бібліотечне краєзнавство: підручник / Н. М. Кушнаренко. — Київ: Знання, 2007. — 502 с. — (Вища освіта XXI століття).
- Кушнаренко Н. Н. Документоведение: учебник / Н. Н. Кушнаренко. — 8-е изд., стер. — Київ: Знання, 2008. — 459 с. — (Высшее образование XXI века).

- Спеціальне документознавство: навч. посіб. для студ. вищ. навч. закл. / Н. М. Кушнаренко, Т. В. Нікітіна, І. В. Захарова, П. П Панченко ; рец.: В. М. Шейко, А. Г. Морозов ; Східноєвроп. ун-т економіки і менеджменту. — Черкаси: СУЕМ, 2009. — 244 с.
- Кушнаренко Н. М. Спеціальне документознавство: навч. посіб. для дистанц. навчання / Н. М. Кушнаренко, Ю. В. Трач ; [за наук. ред. Г. М. Швецової-Водки] ; Відкритий міжнар. ун-т розвитку людини «Україна». — Київ: Ун-т «Україна», 2010. — 280 с.

- Харківська школа бібліотекознавства: історико-комунікаційний аспект / Н. М. Кушнаренко // Від XIX до XXI століття: трансформація бібліотек у контексті розвитку суспільства: матеріали Міжнар. наук.-практ. конф., Харків, 12-14 жовт. 2011 р. / Держ. закл. «Харк. держ. наук. б-ка ім. В. Г. Короленка» ; [уклад. : О. П. Куніч ; редкол. : В. Д. Ракитянська та ін.]. — Харків: Іріс, 2011. — С. 31–47.

- Шейко В. М. Організація та методика науково-дослідницької діяльності: підручник: [для студ. вищ. навч. закл.] / В. М. Шейко, Н. М. Кушнаренко. — 7-е вид., стер. — Київ: Знання, 2011. — 310 с.

- Кушнаренко Н. М. Надія Яківна Фрідьєва — видатний український бібліотекознавець, фундатор вищої бібліотечної освіти в Україні / Н. М. Кушнаренко, А. А. Соляник // Вісник Харківської державної академії культури: зб. наук. пр. — Харків, 2014. — Вип. 44. — С. 55–63.
- Шейко В. М. Наукова творчість у галузі культурології і мистецтвознавства: навч. посіб. / В. М. Шейко, Ю. П. Богуцький, Н. М. Кушнаренко ; М-во освіти і науки України, Харків. держ. акад. культури, Ін-т культурології, Нац. акад. мистецтв України. — Харків: ХДАК, 2016. — 329 c.

- Кушнаренко Н. Портрет ученого в публікаціях: бібліометричний аналіз наукового доробку В. Шейка (до 75-річчя від дня народження) / Н. Кушнаренко, С. Євсеєнко // Вісник Книжкової палати. — 2017. — № 4. — C. 37–43.
- Кушнаренко Н. М. Біобібліографічні покажчики серії «Видатні педагоги Харківської державної академії культури» як науковий інформаційно-аналітичний продукт / Н. М. Кушнаренко, С. В Євсеєнко // Короленківські читання — 2016. Бібліотеки, архіви, музеї: інтеграція до світового наукового та історико-культурного простору: у 2 ч. : матеріали XIX Міжнар. наук.-практ. конф., м. Харків, 12 жовт. 2016 р. / Харків. держ. наук. б-ка ім. В. Г. Короленка, Харків. держ. акад. культури, Харків. обл. від-ня (філія) ВГО «Укр. бібл. асоц.». — Харків, 2017. — Ч. 1. — C. 229—239.

- Фундатори Харківської бібліотечної науково-освітньої школи: (до 90-річчя ХДАК): кол. монографія / [авт. кол.: А. А. Соляник, В. М. Шейко, Н. М. Кушнаренко та ін.] ; М-во культури України, Харків. держ. акад. культури. — Харків: ХДАК, 2019. — 75 с.
- Шейко В. М. Харківська державна академія культури : 90 років кращих традицій та новацій / В. Шейко, Н. Кушнаренко // Вища школа. — 2019. — № 11. — C. 50–67.
- Дисертації, захищені у спеціалізованих вчених радах Харківської державної академії культури: до 25-річчя створення спеціалізованих вчених рад: бібліогр. покажч. / М-во культури та інформ. політики України, Харків. держ. акад. культури, Бібліотека ; [уклад.: С. В. Євсеєнко, О. М. Левченко, О. С. Хижна ; наук. ред. Н. М. Кушнаренко]. — Харків: ХДАК, 2020. — 130 с.
- Шейко В. М. Концептосфера підготовки наукових і науково-педагогічних кадрів у Харківській державній академії культури / Василь Шейко, Наталя Кушнаренко // Вісн. Кн. палати. — 2020. — № 7. — C. 34–38.
- Шейко В. М. Культурація і дигіталізація — ключові тренди вищої культурологічно-мистецької та інформаційно-бібліотечної освіти / В. М. Шейко, Н. М. Кушнаренко // Культура України: зб. наук. пр. / М-во культури, молоді та спорту України, Харків. держ. акад. культури. — Харків, 2020. — Вип. 68. — C. 63–79.
- Шейко В. М. Культурологічні та мистецтвознавчі дослідження: теорія і методологія: навч. посіб. / В. М. Шейко, Н. М. Кушнаренко ; М-во культури та інформ. політики України, Харків. держ. акад. культури. — Харків: ХДАК, 2020. — 337 с.
- Кушнаренко Н. М. Історичні етапи розвитку харківської бібліотечної наукової школи / Н. М. Кушнаренко, А. А. Соляник // Історичні етапи становлення бібліотечної освіти в Україні: зб. наук. пр. : до 150-річчя від дня народж. Любові Борисівни Хавкіної / Харків. держ. наук. б-ка ім. В. Г. Короленка ; [уклад. Н. І. Капустіна ; наук. консультант Н. М. Кушнаренко ; наук. ред. Л. В. Глазунова]. — Харків, 2021. — С. 6–28
- Web Technologies and Effective Representation Tools of the Archival Resources of Ukraine / Natalia Kushnarenko, Natalya Korzhyk, Alla Solianyk, Andriy Peleshchyshyn // Control, Optimisation and Analytical Processing of Social Networks. — Lviv, 2020. — С. 286—295.
- Шейко В. М. Антропоцентризм як методологічний принцип вищої освіти: теоретичні та практичні аспекти / В. М. Шейко, Н. М. Кушнаренко // Культура України: зб. наук. пр. / Харків. держ. акад. культури. — Харків, 2022. — Вип. 76. — С. 7–22.
- Кушнаренко Н. М. Студентоцентрований підхід у підготовці фахівців документознавчого профілю / Н. Кушнаренко, А. Соляник // Вісник Книжкової палати. — 2022. — № 10. — С. 32–43.
- Culture and art in modern scientific discourse: monograph / V. Sheyko, N. Kushnarenko, N. Maksymovska, K. Kysliuk, S. Rybalko, V. Myslavskyi, O. Kosachova, S. Fievralova, V. Khvorostenko. — Kharkiv: PC TECHNOLOGY CENTER, 2023. — 218 p.

Наталі Миколаївні присвячені чотири покажчики, три з яких видані у серії «Видатні педагоги Харківської державної академії культури». У 2005 році вийшов друком біобібліографічний покажчик «Наталя Миколаївна Кушнаренко: (до 55-річчя від дня народження)», який містить матеріали з 1977 по 2005 роки.
У 2010 році видано біобібліографічний покажчик «Наталя Миколаївна Кушнаренко: до 60-річчя від дня народження», до якого ввійшли публікації Н. М. Кушнаренко та матеріали про її наукову та науково-педагогічну діяльність з 1977 по 2010 роки Наталя Миколаївна Кушнаренко.
До біобібліографічного покажчика «Кушнаренко Наталя Миколаївна: до 70-річчя від дня народження» ввійшли публікації з 1977 по жовтень 2020 року включно.

## Відзнаки
1998 ― нагороджено дипломом та премією виставки-ярмарку науково-педагогічних ідей «Освіта Харківщини» в номінації «Найкращий підручник року» за підготовку підручника «Документоведение».
1999 ― Указом Президента України від 23 вересня 1999 року № 1208 отримала почесне звання «Заслужений працівник культури України» за вагомий особистий внесок у розвиток української культури і мистецтва, підготовку висококваліфікованих кадрів. Того ж року нагороджено дипломом Харківського обласного конкурсу «Вища школа Харківщини — кращі імена» в номінації «Кращий декан».
1999—2002 ― за рішенням Американського біографічного інституту (США) визнана кращою жінкою-професіоналом.
2003 ― нагороджено Почесною відзнакою Української бібліотечної асоціації за внесок у бібліотечну освіту.
2004 ― нагороджено Почесною відзнакою Міністерства культури і мистецтв України «За багаторічну плідну працю в галузі культури».
2006 ― нагороджено медаллю «Честь и польза» Міжнародного Благодійного Фонду «Меценаты столетия». Нагороджено дипломом Міністерства культури і туризму України за проведення автограф-сесії на 13-й Міжнародній науковій конференції (Крим — 2006).
2007 ― нагороджено дипломом Міністерства культури і туризму України за проведення автограф-сесії на святкуванні Дня бібліотек України в межах 14-ї Міжнародної наукової конференції (Крим — 2007).
2008 ― нагороджено Спеціальним дипломом Української бібліотечної асоціації за проведення автограф-сесії на 15-й Міжнародній науковій конференції (Крим — 2008) та дипломом Харківського обласного конкурсу «Вища школа Харківщини — кращі імена» в номінації «Викладач професійно-орієнтованих дисциплін».
2009 ― нагороджено Почесною грамотою Міністерства культури і туризму України «За вагомий особистий внесок у створення духовних цінностей та високу професійну майстерність» та Почесним дипломом Президії Академії мистецтв України за плідну наукову і педагогічну діяльність.
2013 ― нагороджено відзнакою Міністерства культури України «За досягнення в розвитку культури і мистецтва».
2019 ― нагороджено Золотою медаллю Національної академії мистецтв України.
2021 ― призначена довічно стипендія Кабінету Міністрів України від 29 вересня 2021 року № 1174-р за видатні заслуги у сфері вищої освіти науково-педагогічним працівникам.